# Liste der Nummer-eins-Hits in Australien (1960)
Diese Liste enthält alle Nummer-eins-Hits in Australien im Jahr 1960. Es gab in diesem Jahr 18 Nummer-eins-Singles.
| Singles |
| --- |
| - Bill Haley & His Comets – Joey’s Song / Ooh! Look-a-There, Ain’t She Pretty? - 8 Wochen (12. Dezember 1959 – 5. Februar 1960) - Billy Craddock – Boom Boom Baby - 2 Wochen (6. Februar – 19. Februar, insgesamt 4 Wochen) - Johnny O’Keefe – She’s My Baby - 1 Woche (20. Februar – 26. Februar) - Billy Craddock – Boom Boom Baby - 2 Wochen (27. Februar – 11. März, insgesamt 4 Wochen) - Emile Ford and the Checkmates – What Do You Want to Make Those Eyes at Me For? - 4 Wochen (12. März – 8. April) - Johnny and the Hurricanes – Beatnik Fly - 2 Wochen (9. April – 22. April) - Jim Reeves – He’ll Have to Go - 4 Wochen (23. April – 20. Mai) - Elvis Presley – Stuck on You / Fame and Fortune - 1 Woche (21. Mai – 27. Mai) - Lonnie Donegan and His Group – My Old Man’s a Dustman - 2 Wochen (28. Mai – 10. Juni) - Rolf Harris – Tie Me Kangaroo Down, Sport - 3 Wochen (11. Juni – 1. Juli) - Bobby Rydell – Swingin’ School / Ding A Ling - 2 Wochen (2. Juli – 15. Juli) - Connie Francis – Everybody’s Somebody’s Fool - 3 Wochen (16. Juli – 5. August) - Jimmie Rodgers – Just a Closer Walk with Thee - 2 Wochen (6. August – 19. August) - The Beau Marks – Clap Your Hands - 4 Wochen (20. August – 16. September) - The Ventures – Walk, Don’t Run - 2 Wochen (17. September – 30. September) - Johnny O’Keefe – Don’t You Know (Pretty Baby) / Come On and Take My Hand - 1 Woche (1. Oktober – 7. Oktober) - Elvis Presley – It’s Now or Never - 7 Wochen (8. Oktober – 25. November) - The Drifters – Save the Last Dance for Me - 4 Wochen (26. November – 23. Dezember) - Elvis Presley – Are You Lonesome Tonight? / I Gotta Know - 6 Wochen (24. Dezember 1960 – 4. Februar 1961) |

Siehe auch: Nummer-eins-Hits 1960 in  Belgien, Deutschland, Frankreich, Italien, den Niederlanden, Norwegen, Spanien, den Vereinigten Staaten und im Vereinigten Königreich.